# Амбасада
Амбасада (фр. ambassade) је дипломатско представништво највишег ранга у иностранству.
Свака независна држава, након успостављања међународних односа са другом државом, отвара своје дипломатско представништво у њој у виду амбасаде или представништво нижег нивоа. На челу амбасаде је готово по правилу амбасадор, тј. највиши дипломатски представник (тј.нешто ређе Отправник послова).
Појам амбасаде се односи и на сам физички објекат. Она се по правилу отвара у главном граду државе у којој се успоставља дипломатска мисија.

## Историјат
Амбасада је постала уобичајена дипломатска мисија послије Другог свјетског рата. Током XIX и све до половине XX вијека уобичајени ранг дипломатске мисије било је посланство. Амбасадор је сматран личним изаслаником монарха, тако да су само велике силе, по уређењу монархије, слале амбасадоре у друге велике слике, такође монархије. Републике и мање монархије успостављале су посланства, на чијем челу је био посланик, односно опуномћени министар посланик.
Примера ради, Краљевина Југославија је до почетка Другог светског рата свега два своја посланства издигла на ранг амбасаде и то у Букурешту (1938) и Цариграду, односно Анкари (1939), док су 1942. године на ранг амбасаде уздигнута посланства у Лондону, Вашингтону и Москви.
Први југословенски дипломата с титулом амбасадора био је Јован Дучић.